# 执行董事
執行董事（英語：Executive Director，缩写：ED），是具一個機構、公司或股份有限公司行政負責權限或法人代表的經理或董事，又稱常務董事、執行總監，簡稱「常董」。
該職務在部分非營利組織中稱為執行秘書；若該組織無秘書長或執行長，則執行秘書通常職責近似於前者；若有則執秘為位於秘書長下的中階主管職。

## 角色權責
在企業組織內，該職務是董事會成員之一的董事，也是負責企業經營的總經理；總經理職位至多只能列席董事會，無法參予表決。有時候會由董事長或副董事長兼任，公司地位僅次於董事長，可代任其職務。最初特指英国传统公司的最高决策者，这一职衔逐渐被CEO代替，但在投资银行业仍广泛使用，已经失去传统意义上的企业最高决策者的含义，是直接接触客户的从业人员。
執行董事的地位與行政總裁或董事總經理差異，在於只具代表董事會的行政執行權，而不具全權代表法人法律行為。執行董事一般都獲得工資或報酬。

## 職務差異
在北美地區的非營利機構中，資深管理者通常被稱作執行董事或總幹事，而不是行政總裁，因為後者通常讓人聯想起那些商業公司。小團體或者會員組織通常使用「執行秘書」一詞。執行董事和其他董事會成員的區別是他會因為自己的職位得到報酬，並且同時要接受董事會其他成員的質詢。
另外，在上市公司的組織結構中，執行董事一般指董事會成員中那些身兼行政執行權及負責代表的人。在這種情況下，他們和非執行董事的區別是他們直接參與公司的運營。